# Abbaye Saint-Genou de Saint-Genou
Pour les articles homonymes, voir Église Saint-Genou et Saint Genou.
L'abbaye Saint-Genou (abbaye Saint-Genou de l'Estrée) est une ancienne abbaye d'hommes française de l'ordre de Saint-Benoît. Elle est située sur le territoire de la commune de Saint-Genou, dans le département de l'Indre, en région Centre-Val de Loire.

## Situation
L'abbatiale, seul vestige de l'abbaye, se trouve dans la commune de Saint-Genou, à l'ouest du département de l'Indre, en région Centre-Val de Loire. Elle est située dans la région naturelle du Boischaut Nord. L'abbatiale dépend de l'archidiocèse de Bourges, du doyenné de Brenne-Touraine et de la paroisse de Buzançais.

## Histoire
Le comte de Bourges, Wilfred, et sa femme, Ode, ont fondé une abbaye, en 828, au hameau de Strada, devenu Estrées et confirmée par Pépin Ier, roi d'Aquitaine, en 830. L'abbaye a été confiée à Dodon, abbé de Saint-Savin-sur-Gartempe jusqu'en 843/844,. L'abbaye a été détruite successivement par les Normands et les Hongrois, puis reconstruite à proximité du lieu initial.
La Vita sancti Genulphi raconte que le pape Sixte IV a envoyé saint Genulphe ou Genou pour évangéliser la Gaule, au IIIe siècle. Il est consacré évêque de Cahors avant de mourir à Selles-sur-le Diable, aujourd'hui Selles-sur-Nahon. Il y aurait provoqué de nombreux miracles. À une date inconnue, les moines d'Estrées ont reçu le corps de saint Genou dans des circonstances inconnues.

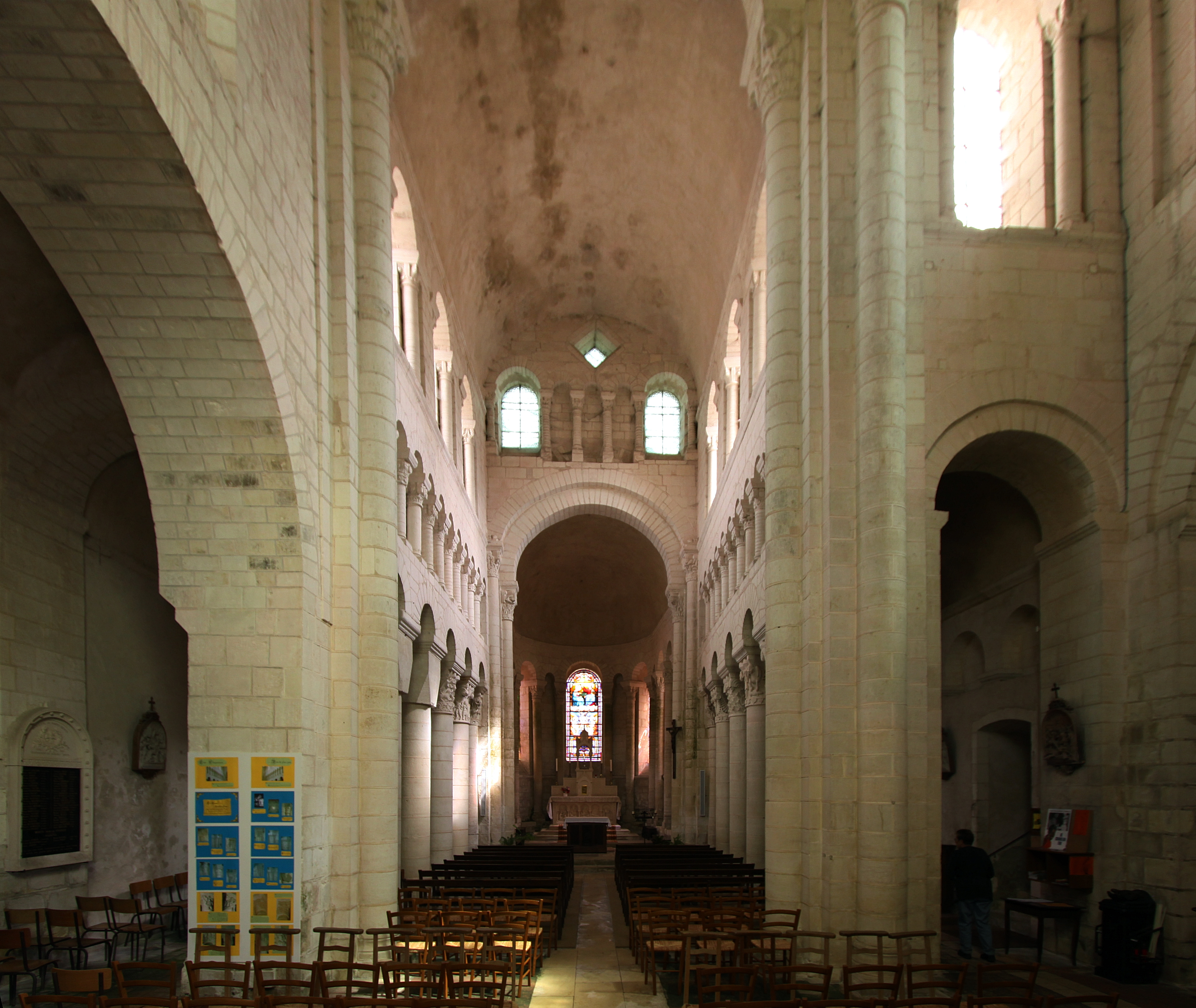
L'intérieur de l'abbatiale, en 2009.

Le corps de saint Genou est transporté dans la nouvelle abbatiale ainsi que d'autres reliques données par Pépin le Bref en 868 avec un diplôme (douteux). La reconstruction de l'abbatiale aurait commencé en 994. Elle a été consacrée en 1066 par l'archevêque de Bourges, Aymon de Bourbon. C'est le seul document important sur l'histoire de l'abbaye car les archives ont été détruites en 1580 par l'abbé commendataire Gilles Quinault.
Cependant, pour François Deshoulières, le chœur actuel est très influencé par l'abbatiale de Saint-Benoît-sur-Loire construite entre 1080 et 1110, et se rapproche de l'architecture de l'abbatiale de Plampied  du début du XIIe siècle, et de Neuilly-en-Dun. Cette partie de l'abbatiale qui subsiste doit donc dater du début du XIIe siècle. L'acte de consécration de 1066 devrait concerner un autel provisoire dans la nef qui a disparu.
En 1676, l'abbatiale ayant été mal entretenue, la nef avait besoin de travaux urgents de réparation, mais l'abbé commendataire, Louis Fumée, a préféré la faire démolir plutôt que de la réparer.
En 1776, l'abbé commendataire Claude de Bonnal a cédé les bâtiments de l'abbaye au diocèse de Bourges en conservant pour lui les revenus du domaine.
L'édifice est classé au titre des monuments historiques, en 1862.

## Abbés
- 1308 : un abbé qui a laissé la trace de son sceau
- ? -1348 - Aymeri I[8] : est transféré à l'abbaye Saint-Pierre de Montier-la-Celle le 11 septembre 1348. Il résigne en faveur de
- 1348 - 1356 - Aymeri II[8] Orlhuti: il est transféré le 13 janvier 1356 à l'abbaye Saint-Pierre de Montier-la-Celle. Il meurt le 3 décembre 1385
- vers 1500 - Antoine de Tranchelion
- ca 1580 Gilles Quinault
- 1676 Louis Fumée
- 1776 Claude de Bonnal